# Cappella Musicae Antiquae Orientalis
Cappella Musicae Antiquae Orientalis – chór mieszany, działający w Poznaniu, powstały w 1984.
Wykonywana muzyka: a cappella, muzyka cerkiewna mistrzów rosyjskich i ukraińskich od XVIII do XX wieku. Od 2004 r. Capella Musicae Antiquae Orientalis jest współorganizatorem festiwalu Dni Muzyki Cerkiewnej w Rydzynie.
Osiągnięcia i nagrody:
- Międzynarodowy Festiwal Muzyki Cerkiewnej w Hajnówce – I miejsce i nagroda dyrygencka (1991) oraz wyróżnienie (1994),
- współpraca z Teatrem Wielkim w Łodzi przy realizacji opery Borys Godunow (1987),
- koncerty w Hiszpanii, Niemczech, Austrii, Holandii, Francji, Grecji i Danii,
- wydawnictwa muzyczne: Muzyka cerkiewna i Kolędy prawosławne w opracowaniu Romualda Twardowskiego.